# CR-Baureihe MT1
MT1 ist eine ehemalige Baureihe von Dampflokomotive der China Railway (CR).

## Geschichte
Im Jahr 1936 wurden sieben Lokomotiven von den japanischen Firmen Kawasaki und Hitachi an China geliefert. Sie waren für den Güterzugdienst bestimmt und fuhren bei der in Dalian gegründeten Südmandschurischen Eisenbahn. Es ging vor allem darum, im Norden Chinas gelegene Städte, wie Harbin und Changchun, mit Nahrungsmitteln zu beliefern. Zu diesem Zeitpunkt waren sie die größten Dampflokomotiven, die diese Eisenbahngesellschaft besaß. Nachdem 1936 alle sieben Loks in Dienst gestellt wurden, waren sie vor Express-Güterzügen zwischen Dalian und Changchun unterwegs. Und auch für Personenzüge wurden sie gelegentlich genutzt. Nach dem Pazifikkrieg wurden alle sieben Loks von der neuen chinesischen Staatsbahn übernommen und fortan beim Bahnbetriebswerk des Shenyang-Bezirks Sujiatun stationiert.
Die Südmandschurische Eisenbahn beschilderte die Maschinen mit den Nummern 1800–1806. 1959 erhielten sie ihre neue Baureihenbezeichnung MT1 und die Nummern 1 bis 7.
Die Loks mit den Nummern 5 und 6 waren 1985 in Hegang eingesetzt.

## Technische Daten
Die Lokomotiven waren alle in Normalspur und mit der Achsfolge 4-8-2 ausgeführt. Der Tender, der auch mit einer Stokereinrichtung ausgerüstet war, fasste 15 Tonnen Kohle und 35 m³ Wasser. Mit Tender hatte die Lok ein Gesamtgewicht von 211 Tonnen. Ihre Höchstgeschwindigkeit betrug 90 km/h. Mit dieser Höchstgeschwindigkeit konnten sie einen 1700-Tonnen-Zug schleppen. Ursprünglich war eine Achsfolge von 4-6-2 geplant, um die Nahrungsmitteltransporte in den Norden schneller durchführen zu können.